# Rotenburg (Wümme)
Rotenburg (Wümme) je město ležící v německém Dolním Sasku přibližně 40 kilometrů od města Brémy, 8 kilometrů od obcí Bothel, 20 kilometrů od města Visselhövede a 25 kilometrů od města Verden. Městem protéká řeka Wümme, která se vlévá do Vezery.
Populace města je 23 070 lidí (2023). Jedná se o správní centrum okresu Rotenburg (Wümme).

## Partnerská města
- Aalter, Belgie
- Czerwieńsk, Polsko
- Rothenburg (Saale), Sasko-Anhaltsko, Německo
- Rotenburg an der Fulda, Hesensko, Německo
- Rothenburg ob der Tauber, Bavorsko, Německo
- Rothenburg LU, Švýcarsko
- Rothenburg/Oberlausitz, Sasko, Německo